# Каспійський кінь
Каспійський кінь — порода коней, що походить з Ірану і вважається найдавнішою на Сході, а, можливо і в світі. Твердження про те, що каспійський кінь є найстарішою породою одомашнених коней, що збереглася до наших часів, з'явилися після виявлення в 2011 році решток коня цієї породи в Гохарі-Теппо (провінція Мазендеран), що датуються 3400 роком до н. е..

## Характеристика
Як правило, в холці каспійські коні досягають 100—120 см, однак по фізичній будові вони є дрібними кіньми, а не поні. Їх відрізняє від поні коротка, гарної форми голова з широким чолом, великі очі і короткі вуха. Морда невелика, з великими, низько посадженим ніздрями. В цілому, кінь справляє враження витонченого, добре складеного: у нього пряма спина, косі плечі, широкий загривок і високо поставлений хвіст. Характерна ознака каспійського коня: сильні ноги і дуже міцні копита.
Каспійський кінь витривалий. Підковувати його потрібно лише в рідкісних випадках (тільки, якщо йому належить постійно працювати на дуже твердій або кам'янистій землі).
Звичайна масть каспійського коня: гніда, сіра, ворона, саврасова або темно-руда (каштанова). Іноді зустрічаються коні з білими мітками на голові і на ногах. Цікаво, що у деяких особин практично відсутні рогові частини на кінцівках: каштани і шпори.
Каспійський кінь відрізняється поступливим і добрим характером, він дуже розумний. При всій своїй енергійності, такий кінь неагресивний. Незважаючи на невеликий ріст, він — прекрасний стрибун.

## Історія
Перси стали першим народом, що зайнявся розведенням коней з метою вивести якомога сильнішу і швидку породу. Ці коні використовувалися в Перській імперії кур'єрами для верхової їзди, запряженими у візках, а також для полювання. Те, що за сучасними стандартами, коні ці були невеликого росту, наочно демонструє мініатюрна золота колісниця (можливо, іграшка або вотивне підношення), яка була частиною так званого Амудар'їнського скарбу. Також вони зображені на барельєфах Персеполіса.
Порода практично зникла під час татаро-монгольського завоювання, а у період арабського завоювання було знищено безліч бібліотек і пам'ятників, що зберігали згадки про кінне мистецтво персів. Після 700 року н. е. про каспійського коня практично ніде нічого не говорилося.
До 1965 року вчені вважали цю породу вимерлою. Але потім її заново відкрила Луїза Фіруз — заводчиця іранських коней, яка народилася в Америці, стала дружиною іранця і жила в Ірані. У цей час каспійські коні зустрічалися виключно на півночі Ірану. Завдяки зусиллям Луїзи Фіруз, сьогодні в світі налічується 2 000 — 3 000 каспійських коней (найсерйозніше їх розведенням займаються у Великій Британії, США та Австралії).
Знахідка каспійського коня зіграла величезну роль у вивченні історії роду Equus. Саме завдяки їй вчені з'ясували, що каспійська порода — прямий предок арабських скакунів. Каспійська кінь — найархаїчна з нині існуючих порід коней, можливо, безпосередньо походить від дикого азійського коня. Каспійська порода багато в чому відрізняється від сучасних порід: основні відмінності в лінії лопаток, в досить незвичайній будові тімяних кісток черепа, які надають тімяній частині голови випуклої форми, в додатковому корінному зубі на верхній щелепі.